# Copelatus biformis
Copelatus biformis är en skalbaggsart som beskrevs av Sharp 1882. Copelatus biformis ingår i släktet Copelatus och familjen dykare. Inga underarter finns listade i Catalogue of Life.